# لوون یرانوسیان
لوون خاچیکی یرانوسیان (ارمنی: Լևոն Խաչիկի Երանոսյան؛ زادهٔ ۳۰ مارس ۱۹۶۴) یک فرد نظامی اهل ارمنستان است که از تاریخ ۲ آوریل ۲۰۱۲ تا تاریخ ۲۰۱۸ سمت فرماندهی پلیس جمهوری ارمنستان را برعهده داشت. وی پیشتر از تاریخ ۲۰۰۳ تا تاریخ ۲ آوریل ۲۰۱۲ فرماندهی سپاه سوم ارتش و از تاریخ ۸ اکتبر ۲۰۰۰ تا تاریخ ۲۰۰۳ فرماندهی سپاه یکم ارتش را برعهده داشت.

## زندگی‌نامه
در ۳۰ مارس ۱۹۶۴ در یراسخاهون به دنیا آمد . وی همچنین برنده جوایزی همچون نشان وارتان مامیکونیان مقدس (۲۰۰۸)، نشان صلیب رزمی (درجه دو ارمنستان) (۲۰۰۳)، نشان صلیب رزمی (درجه دو آرتساخ) (۱۹۹۴)، مدال برای خدمات میهن‌پرستانه (۲۰۰۶) و مدال خدمات رزمی (۲۰۰۰) شده است.

## یادداشت
1. ↑  ՀՀ ոստիկանության զորքերի հրամանատար, ոստիկանության
2. ↑  ۳-րդ բանակային կորպուսի հրամանատար